# هیندیسهایم
هیندیسهایم (به فرانسوی: Hindisheim) یک کمون در فرانسه با جمعیت ۱٬۳۸۹ نفر است که در Canton of Erstein واقع شده‌است.